# Adriana Lodi Faustini Fustini
Adriana Lodi Faustini Fustini (San Giovanni in Persiceto, 29 settembre 1933) è una politica italiana.
È stata deputata alla Camera per sei legislature, dal 1968 al 1992.

## Biografia

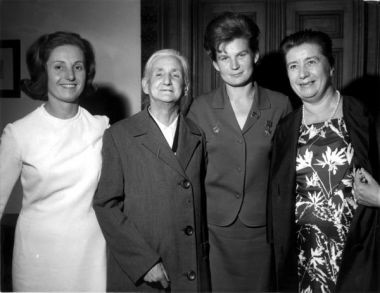
Da sinistra, Adriana Lodi, Anna Serra, Valentina Tereshkova e Angiola Sbaiz in occasione della visita ufficiale della prima donna cosmonauta a Bologna, 1967.

Iscritta fin dal 1948 al Partito Comunista Italiano, dopo la scuola media lavora come operaia in una fabbrica chimica. Qui svolge la sua prima esperienza di lotta per la parità salariale tra donne e uomini. A 17 anni entra a far parte della Camera confederale del lavoro di Bologna all'interno della categoria dei chimici, dove rimane per cinque anni. In seguito passa alla Federbraccianti, ma contemporaneamente è anche nominata responsabile femminile dell'organizzazione camerale. Mantiene questo doppio incarico per i successivi cinque anni. Dopo 13 anni di lavoro sindacale è nominata responsabile femminile della Federazione bolognese del PCI. Dal 1964 è nominata assessore ed è l'unica donna nella Giunta guidata dal sindaco Giuseppe Dozza. Confermata nella successiva Giunta del sindaco Guido Fanti, nel 1969 riesce a far aprire i primi asili nido comunali nel capoluogo dell'Emilia-Romagna. Sempre durante questo mandato riesce anche a portare avanti una vasta azione contro l'istituzionalizzazione di minori ed anziani e contro i luoghi separati per ragazzi con problemi psichici o di handicap fisici.
Viene eletta per la prima volta alla Camera dei Deputati alle elezioni politiche del 1968 nella circoscrizione dell'Emilia-Romagna. Appena giunta in parlamento conduce una battaglia per istituire gli asili nido in Italia. Nel 1971, dopo un lungo iter parlamentare, viene approvata la legge 1044, di cui è promotrice. La legge istituisce e regola gli asili nido a livello nazionale.
Adriana Lodi viene riconfermata senza interruzioni alla Camera per 23 anni.
Successivamente aderisce al PDS, poi ai DS e infine al Partito Democratico. Nel maggio 2015 lascia il PD criticando la riforma della Buona scuola approvata durante il Governo Renzi.
Nel 2019 ha ricevuto la laurea Laurea honoris causa in pedagogia dall'Università di Bologna, il Nettuno d'oro dal comune di Bologna e una targa da quello di Ozzano dell'Emilia, suo comune di residenza.
Nel dicembre del 2021 scrive con la giornalista Laura Branca, la sua biografia che ha per titolo "Raccontami una favola vera. Adriana Lodi: biografia di una politica".